# Neszmély vasútállomás
Neszmély vasútállomás egy Komárom-Esztergom vármegyei vasútállomás, Neszmély községben, a MÁV üzemeltetésében.
A belterület nyugati részén helyezkedik el, a 10-es főúttól északra, közúti elérhetőségét a dunaradványi komp kikötőjéhez vezető 11 341-es számú mellékútból nyugat felé kiágazó, rövid önkormányzati út biztosítja.

## Vasútvonalak
Az állomást az alábbi vasútvonalak érintik:
- Esztergom–Almásfüzitő-vasútvonal

## Kapcsolódó állomások
A vasútállomáshoz az alábbi állomások vannak a legközelebb:
- Várhegyalja megállóhely (Esztergom–Almásfüzitő-vasútvonal)
- Dunaalmás megállóhely (Esztergom–Almásfüzitő-vasútvonal)

## Forgalom
| Járat | Útvonal | Gyakoriság                         |
| ----- | --- | ---------------------------------- |
| S74   | Esztergom – Esztergom-Kertváros – Tokod – Tát – Nyergesújfalu – Nyergesújfalu felső – Eternitgyár – Lábatlan – Piszke – Süttő – Süttő felső – Várhegyalja – Neszmély – Dunaalmás – Almásfüzitő – Komárom | Munkanapokon 5 pár, hétvégén 1 pár |
| S74   | Esztergom – Esztergom-Kertváros – Tokod – Tát – Nyergesújfalu – Nyergesújfalu felső – Eternitgyár – Lábatlan – Piszke – Süttő – Süttő felső – Várhegyalja – Neszmély – Dunaalmás – Almásfüzitő           | Hétvégén 3 pár                     |